# Gustaw Baron
Gustaw Baron (ur. 1908, zm. 1981) – polski duchowny adwentystyczny, w latach 1955–1957 oraz 1959–1965 przewodniczący Unii Adwentystów Dnia Siódmego w Polsce.

## Życiorys
8 października 1955 został wybrany na Zjeździe Krajowym Unii Adwentystów Dnia Siódmego w Polsce jej wiceprzewodniczącym, jednak już we wrześniu 1956 pod naciskami środowiska wiernych, którzy nie uznawali ważności Zjazdu, zastąpił Mariana Kota sprawującego dotychczas urząd przewodniczącego. Wobec trwania wewnętrznego sporu w Unii i zawiązania się Komitetu Koordynacyjnego w celu jego zażegnania, Baron wiosną 1957 podał się do dymisji. Urząd sprawował jednak aż do zwołania Zjazdu Krajowego Unii w sierpniu tego samego roku kiedy został zastąpiony przez Józefa Zielińskiego. Ponownie urząd przewodniczącego objął po śmierci Zielińskiego w marcu 1959 i pełnił go do 20 maja 1965. Na okres jego urzędowania przypadło między innymi przeniesienie unijnego Seminarium Duchownego z Kamienicy Śląskiej do Podkowy Leśnej.